# Allée couverte de Kervoulidic
L'allée couverte de Kervoulidic, appelé aussi dolmen de Tréveller, est une allée couverte située sur la commune de Motreff, dans le département français du Finistère.

## Historique
L’édifice est inscrit au titre des monuments historiques par arrêté du 12 septembre 1968.